# Halifax (Kanada)
Halifax (miꞌkmaq indián nyelven Kjipuktuk) a kanadai Új-Skócia tartomány fővárosa és legnagyobb városa. 1749-ben alapították, és 1841-ben kapott városi rangot. 1996. április 1-jén Új-Skócia megszüntette a várost, és az addigi Halifax megye négy helyi önkormányzatának összevonásával létrehozta Halifax regionális önkormányzatot (angolul: Halifax Regional Municipality), egy egyszintű közigazgatási egységet. Jelenleg a város egykori területét várostérségként tartják nyilván, de közigazgatási szerepe nincsen.

## Fordítás
- Ez a szócikk részben vagy egészben a Halifax Regional Municipality című angol Wikipédia-szócikk ezen változatának fordításán alapul.  Az eredeti cikk szerkesztőit annak laptörténete sorolja fel. Ez a jelzés csupán a megfogalmazás eredetét és a szerzői jogokat jelzi, nem szolgál a cikkben szereplő információk forrásmegjelöléseként.
- Ez a szócikk részben vagy egészben a City of Halifax című angol Wikipédia-szócikk ezen változatának fordításán alapul.  Az eredeti cikk szerkesztőit annak laptörténete sorolja fel. Ez a jelzés csupán a megfogalmazás eredetét és a szerzői jogokat jelzi, nem szolgál a cikkben szereplő információk forrásmegjelöléseként.